# Leoparden (film)
Leoparden (italienska: Il Gattopardo) är en fransk-italiensk dramafilm från 1963 i regi av Luchino Visconti. Filmen är baserad på Giuseppe Tomasi di Lampedusas roman från 1958 med samma namn. Huvudrollen spelas av Burt Lancaster.
Boken skrevs utan tanke på publicering och upptäcktes och utgavs först efter författarens, den sicilianske furstens, död. Därefter blev den snabbt en stor bokframgång i Italien och en bestseller över hela världen. Filmen vann Guldpalmen.

## Handling
Leoparden är inspirerad av den feodala miljö som är författarens egen. Jaktleoparden figurerar i hans familjs vapen liksom prins Fabrizio Salinas, huvudpersonen. Familjedramat börjar en majdag 1860 kort efter Garibaldis landstigning på Sicilien.

## Rollista i urval
- Burt Lancaster – Don Fabrizio Corbera, prins av Salina
- Claudia Cardinale – Angelica Sedara / Bertiana
- Alain Delon – Tancredi Falconeri
- Paolo Stoppa – Don Calogero Sedara, borgmästare i Donnafugata
- Rina Morelli – prinsessan Maria Stella av Salina, Don Fabrizios hustru
- Romolo Valli – fader Pirrone
- Mario Girotti – greve Cavriaghi
- Pierre Clémenti – Francesco Paolo
- Lucilla Morlacchi – Concetta
- Giuliano Gemma – Garibaldis general
- Ida Galli – Carolina
- Ottavia Piccolo – Caterina
- Carlo Valenzano – Paolo
- Brook Fuller – lillprinsen
- Anna Maria Bottini – Mademoiselle Dombreuil, guvernanten
- Olimpia Cavalli –  Mariannina
- Rina De Liguoro – prinsessan av Presicce
- Ivo Garrani – överste Pallavicino
- Leslie French – Cavalier Chevalley
- Serge Reggiani – Don Francisco "Ciccio" Tumeo